# Côte d'Ivoire aux Jeux olympiques d'été de 1992
La Côte d'Ivoire a participé aux Jeux olympiques d'été de 1992 à Barcelone. Il s'agissait de sa 7e participation à des Jeux d'été. L'athlète Avognan Nogboun a été le porte-drapeau de la délégation ivoirienne.

## Athlétisme

### Hommes

#### 100 mètres
| Athlète               | Événement         | Rang      | Médaille |
| --------------------- | ----------------- | --------- | -------- |
| Jean-Olivier Zirignon | 100 mètres Hommes | 8 h4 r2/4 |          |

#### 200 mètres
| Athlète           | Événement         | Rang      | Médaille |
| ----------------- | ----------------- | --------- | -------- |
| Ouattara Lagazane | 200 mètres Hommes | 7 h2 r2/4 |          |

#### Relais 4 × 100 mètres
| Athlète               | Événement                    | Rang | Médaille |
| --------------------- | ---------------------------- | ---- | -------- |
| Franck Waota          | Relais 4 × 100 mètres Hommes | 8e   |          |
| Jean-Olivier Zirignon | Relais 4 × 100 mètres Hommes | 8e   |          |
| Gilles Bogui          | Relais 4 × 100 mètres Hommes | 8e   |          |
| Ouattara Lagazane     | Relais 4 × 100 mètres Hommes | 8e   |          |

### Femmes

#### 100 mètres
| Athlète      | Événement         | Rang      | Médaille |
| ------------ | ----------------- | --------- | -------- |
| Ziga Foufoué | 100 mètres Femmes | 6 h5 r1/4 |          |

#### 200 mètres
| Athlète      | Événement         | Rang      | Médaille |
| ------------ | ----------------- | --------- | -------- |
| Olga Mutanda | 200 mètres Femmes | 6 H1 R1/4 |          |

#### 400 mètres
| Athlète      | Événement         | Rang      | Médaille |
| ------------ | ----------------- | --------- | -------- |
| Alimata Koné | 400 mètres Femmes | 8 h4 r2/4 |          |

#### Relais 4 × 100 mètres
| Athlète          | Événement                    | Rang       | Médaille |
| ---------------- | ---------------------------- | ---------- | -------- |
| Louise Ayétotché | Relais 4 × 100 mètres Femmes | AC h2 r1/2 |          |
| Alimata Koné     | Relais 4 × 100 mètres Femmes | AC h2 r1/2 |          |
| Olga Mutanda     | Relais 4 × 100 mètres Femmes | AC h2 r1/2 |          |
| Ziga Foufoué     | Relais 4 × 100 mètres Femmes | AC h2 r1/2 |          |

#### Saut en hauteur
| Athlète       | Événement              | Rang   | Médaille |
| ------------- | ---------------------- | ------ | -------- |
| Lucienne N’Da | Saut en hauteur Femmes | 37 QRQ |          |

## Judo

### Poids mi-moyen masculin
| Athlète          | Événement               | Rang | Médaille |
| ---------------- | ----------------------- | ---- | -------- |
| Moshe Pennavayre | Poids mi-moyen masculin | 34T  |          |

### Poids moyen masculin
| Athlète     | Événement            | Rang | Médaille |
| ----------- | -------------------- | ---- | -------- |
| Isaac Angbo | Poids moyen masculin | 21T  |          |

## Canoë-kayak

### Kayak double hommes - 500 mètres
| Athlète        | Événement                        | Rang      | Médaille |
| -------------- | -------------------------------- | --------- | -------- |
| Koutoua Abia   | Kayak double hommes - 500 mètres | 7 h2 r2/4 |          |
| Drissa Traouré | Kayak double hommes - 500 mètres | 7 h2 r2/4 |          |